# بانتون 448 سي
بانتون 448 سي (بالإنجليزية: Pantone 448 C)‏ هو أحد ألوان نظام مضهاة الألوان (بانتون)، ويُوصف على أنهُ «بُني داكِن باهِت». اختير هذا اللون ليستعمل في تعبئة وتغليف السجائر العادية في أستراليا، وذلك بعد أن حدد باحثو السوق بأنَّ هذا اللون هو أقل الألوان جاذبية على وجه الأرض. وأصبح أيضًا يُستخدم في تعبئة السجائر العادية في فرنسا وَالمملكة المتحدة.